# Encarnação (romance)
Encarnação é um dos romances do escritor brasileiro José de Alencar. Veiculado primeiramente em folhetins, entre julho e agosto de 1877, no jornal Diário  Popular, foi publicado em livro apenas postumamente, em 1893. É, juntamente com A pata da gazela, um romance dominado pelo fetichismo e pelo grotesco. Aqui, entretanto, não há ironia nem farsa, trata-se de um romance de clima, em que o tema fundamental da superação das dificuldades pelo verdadeiro amor, que anima toda a ficção citadina de Alencar.
O tema central do romance, o "embate entre a segunda esposa e a primeira esposa falecida, mas ainda reinante dentro do lar e [...] no coração do marido", é recorrente na literatura, sendo depois retomado por Carolina Nabuco em A Sucessora e Daphne du Maurier em Rebecca.

## Sinopse
Hermano, muito bem situado socialmente, casa-se com Julieta, de projeção social menor, filha de coronel aposentado, muito atraente, e vão viver na chácara de São Clemente uma vida plena de felicidade e que só terminará com a morte da esposa durante um aborto. Abreu, o criado, sempre muito bem vestido com trajes escuros, atende bem as poucas visitas que lá comparecem para tratar de negócios. Pai de criação de Julieta, após sua morte, torna-se homem de confiança e ajuda o patrão a manter viva a memória da esposa.
O Dr. Henrique Teixeira, recém-chegado da Europa e amigo de infância de Hermano, leva-o para Paris, tentando ajudá-lo, mas sem sucesso. Ele retorna para sua chácara. Cumprindo algum pacto de amor eterno, Hermano encomenda estátuas da esposa, que chegam em sua casa embalada em grandes caixas fechadas que motivam muitos mexericos na região.
Amália, desde os nove anos bisbilhotando a vida do casal, agora com 18 anos vê chegarem aquelas caixas e depois vê  silhuetas de mulher na casa. Supõe uma traição de Hermano à memória da esposa e se decepciona. O Sr. Veiga busca uma aproximação com o jovem médico para saber mais da vida do vizinho, um bom partido, e do seu equilíbrio emocional. Amália aproveita, também, para saber mais do vizinho e o pai supõe um namoro da filha com o médico.
O tempo passa, Amália começa a sentir atração por Hermano e procura chamar sua atenção usando todos os seus dotes e, principalmente, a sua bela voz que era, também, um dom de Julieta muito admirado pelo marido. Hermano é tocado e se aproxima de Amália usando o, agora amigo comum, Dr. Teixeira. Os dois se conhecem em uma festa e se entendem. A casa de Hermano é reformada e decorada para receber a noiva. Os aposentos da ex-esposa, porém, são conservados intactos e sempre fechados, por determinação de Hermano.
O casamento acontece e é marcado pelos mal-entendidos e dúvidas levantadas, há tempos, por Amália, o que impede a sua realização de fato. O casamento de fato só acontecerá quando Amália, desobedecendo ordem de Hermano, pega a chave dos aposentos de Julieta e, então, tudo se esclarece. A história termina com o nascimento de uma menina muito bonita e que completa a felicidade do casal. A menina apresenta traços de Amália e, também, traços da ex-esposa, Julieta, que não seriam geneticamente explicáveis.

## Personagens
- Amália (Encarnação): Loira, bonita, 18 anos, querida dos pais, toca piano, canta, gosta de festas. Cortejada pelos melhores moços que não leva a sério. “Amália não nutria prejuízos contra o casamento, que aliás aceitava como uma solução natural para o outono da mulher. Ela bem sabia que depois de haver gozado da mocidade, no fim de sua esplêndida primavera, teria de pagar o tributo à sociedade, como as outras escolher um marido, fazer-se dona de casa, e rever nos filhos a sua beleza desvanecida.”

- Carlos Hermano de Aguiar: 30 anos, muitos bens, pessoa reservada, mantêm portas da frente sempre fechadas, vai á cidade poucas vezes, a excentricidade atrai a bisbilhotice e maledicência. Cultua a memória da esposa com quem foi muito feliz. “Do que poucos sabiam, e só alguns amigos se lembravam, era da primeira mocidade de Hermano, quando ele passava por um dos mais brilhantes cavalheiros dos salões fluminenses. Sua graça natural, o primor de suas maneiras, e as seduções do seu espírito, o distinguiam entre todos como um tipo de elegância.”

- Julieta: Esposa falecida de Hermano, filha de coronel reformado, morena alva, cabelos negros, muito atraente, frequentava pouco a sociedade. Um aborto a levou. Enquanto viveu, foi um mar de felicidade. Apaixonada pelo marido com quem fez pacto de amor eterno. “O casamento é uma fatalidade. Meu marido há de pertencer-me de corpo e alma. Para sempre e eternamente.”

- Abreu: Pai de criação de Julieta, recebeu-a em seus braços ao nascer e contava só deixá-la quando morresse. Homem de confiança de Hermano, após a morte de Julieta, ajuda o patrão a manter viva a sua memória.

- Dr. Henrique Teixeira: Amigo de Carlos Hermano que auxilia a aproximação de Amália a Carlos por meio do estreitamento dos laços do pai de Amália (Sr. Veiga) consigo.